# Saint-Gervais-sur-Roubion
Pour les articles homonymes, voir Saint-Gervais.
Saint-Gervais-sur-Roubion est une commune française située dans le département de la Drôme, en région Auvergne-Rhône-Alpes.

## Géographie

### Localisation
Saint-Gervais-sur-Roubion est située à 13 km à l'est de Montélimar.

### Relief et géologie
Sites particuliers :
- Mont Aigu[1].
- Serre d'Abran[1].

### Hydrographie
La commune est arrosée par les cours d'eau suivants :
- le Bramefaim[2] ;
- le Roubion[1] qui serpente dans la plaine des Andrans ;
- le Manson[réf. nécessaire] ;
- le Vermenon[1],[3].

### Climat
Pour des articles plus généraux, voir Climat d'Auvergne-Rhône-Alpes et Climat de la Drôme.
En 2010, le climat de la commune est de type climat méditerranéen franc, selon une étude du Centre national de la recherche scientifique s'appuyant sur une série de données couvrant la période 1971-2000. En 2020, Météo-France publie une typologie des climats de la France métropolitaine dans laquelle la commune est exposée à un climat méditerranéen et est dans la région climatique  Provence, Languedoc-Roussillon, caractérisée par une pluviométrie faible en été, un très bon ensoleillement (2 600 h/an), un été chaud (21,5 °C), un air très sec en été, sec en toutes saisons, des vents forts (fréquence de 40 à 50 % de vents > 5 m/s) et peu de brouillards. 
Pour la période 1971-2000, la température annuelle moyenne est de 13 °C, avec une amplitude thermique annuelle de 17,7 °C. Le cumul annuel moyen de précipitations est de 871 mm, avec 6,9 jours de précipitations en janvier et 4 jours en juillet. Pour la période 1991-2020, la température moyenne annuelle observée sur la station météorologique de Météo-France la plus proche, « Marsanne », sur la commune de Marsanne à 7 km à vol d'oiseau, est de 13,4 °C et le cumul annuel moyen de précipitations est de 967,5 mm,. Pour l'avenir, les paramètres climatiques de la commune estimés pour 2050 selon différents scénarios d'émission de gaz à effet de serre sont consultables sur un site dédié publié par Météo-France en novembre 2022.

## Urbanisme

### Typologie
Au 1er janvier 2024, Saint-Gervais-sur-Roubion est catégorisée bourg rural, selon la nouvelle grille communale de densité à 7 niveaux définie par l'Insee en 2022.
Elle est située hors unité urbaine. Par ailleurs la commune fait partie de l'aire d'attraction de Montélimar, dont elle est une commune de la couronne,. Cette aire, qui regroupe 45 communes, est catégorisée dans les aires de 50 000 à moins de 200 000 habitants,.

### Occupation des sols
L'occupation des sols de la commune, telle qu'elle ressort de la base de données européenne d’occupation biophysique des sols Corine Land Cover (CLC), est marquée par l'importance des territoires agricoles (86,7 % en 2018), en diminution par rapport à 1990 (88 %). La répartition détaillée en 2018 est la suivante : 
terres arables (79,4 %), forêts (10,3 %), zones agricoles hétérogènes (7,3 %), zones urbanisées (3 %). L'évolution de l’occupation des sols de la commune et de ses infrastructures peut être observée sur les différentes représentations cartographiques du territoire : la carte de Cassini (XVIIIe siècle), la carte d'état-major (1820-1866) et les cartes ou photos aériennes de l'IGN pour la période actuelle (1950 à aujourd'hui).

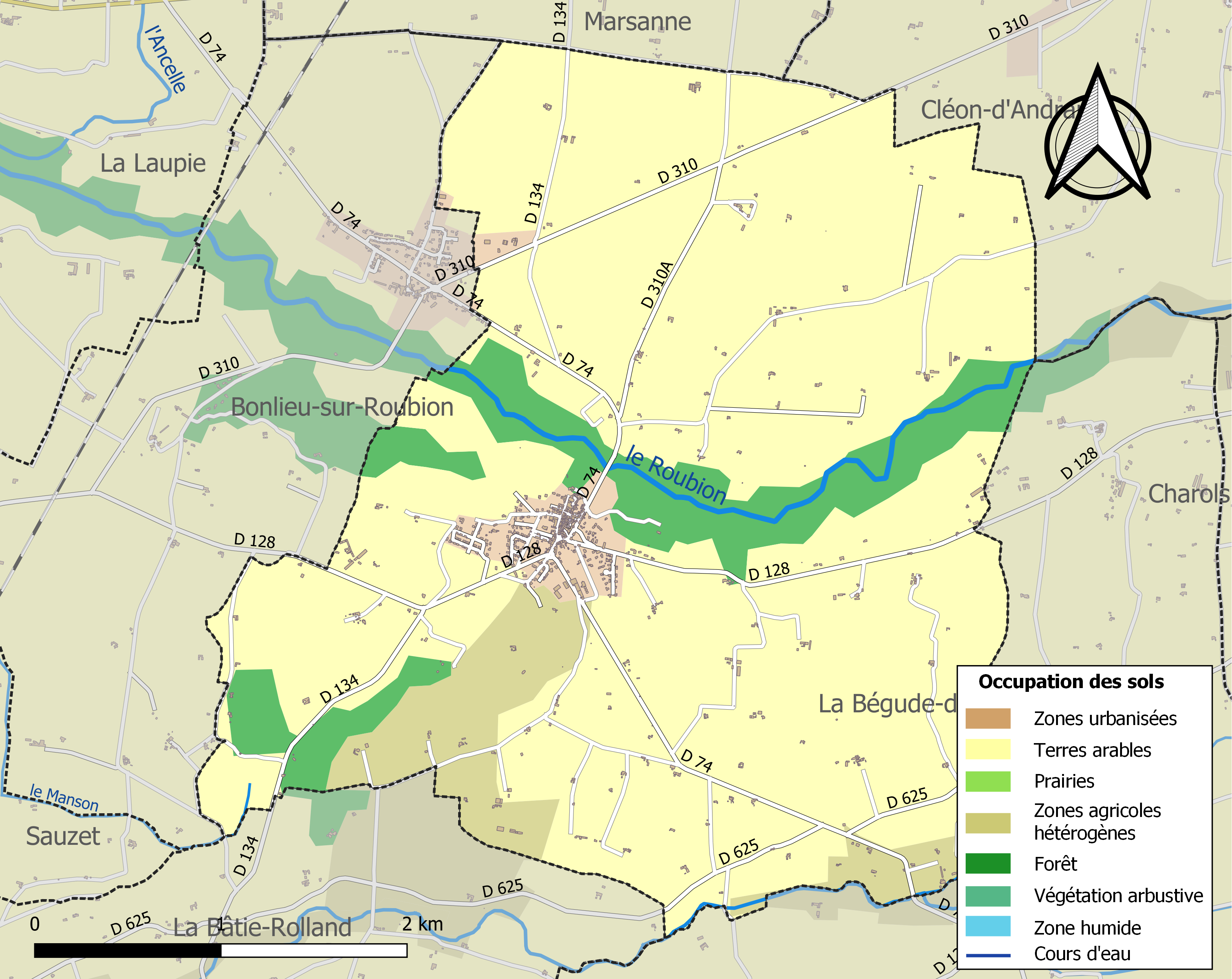
Carte des infrastructures et de l'occupation des sols de la commune en 2018 (CLC).

### Morphologie urbaine

#### Quartiers, hameaux et lieux-dits
Site Géoportail (carte IGN) :
- Ambland
- Bec
- Boissy
- Bonnevache
- Bourrides
- Calot
- Châlon (nord)
- Châlon (sud)
- Charérieux
- Famone
- Fayn
- Fenouillet
- Fontemieu
- Frigière
- Froment
- Gouverney
- la Lauze
- la Mure
- le Barral
- le Bartalaix
- le Batra
- le Fourège
- l'Église
- le Grand Champ
- le Laga
- le Morard
- le Pereyret
- les Andrans
- les Ferrières
- les Garennes
- les Jacons
- les Lauriers
- les Ramières
- les Vachons
- les Violettes
- le Vivier
- Manin
- Marais
- Morin
- Rey
- Saint-Rome
- Vermenon

Anciens quartiers, hameaux et lieux-dits :
- Andran est un quartier attesté[15] :

en 1391 : Andrans (choix de documents, 214) ;
en 1480 : in Andrancio (archives de la Drôme, E 384) ;
en 1446 : in Andrancii (inventaire de la chambre des comptes) ;
au XVIe siècle : ce quartier n'est qu'une forêt ;
en 1891 : Andran, quartier des communes de Cléon-d'Andran, de Bonlieu, de La Laupie et de Saint-Gervais.

## Toponymie

### Attestations
Dictionnaire topographique du département de la Drôme :
- 1100 : villa Sancti Gervasii in pago Valentinensi (cartulaire de Saint-André-le-Bas, 130).
- 1100 : mention de l'ager : ager Sancti Gervasii in pago Valentinensi (cartulaire de Saint-André-le-Bas).
- 1277 : castrum Sancti Gervasii (Duchesne, Comtes de Valentinois, 14).
- 1336 : castrum de Sancto Gervaysio cum fortalicio dicti castri (Duchesne, Comtes de Valentinois, 43).
- 1340 : Saint Gervaix et castrum de Sancto Girvasio (cartulaire de Montélimar, 47).
- XIVe siècle : mention du prieuré : prioratus Sancti Gervasii (pouillé de Valence).
- XVe siècle : mention de la paroisse : cura Sancti Gervasii (pouillé de Valence).
- 1482 : Sainct Gervais en Valdaine (archives de la Drôme, E 2526).
- 1756 : Saint Gervais de Bonlieu (archives de la Drôme, C 183).
- 1793 : Montroubion [appellation révolutionnaire].
- 1891 : Saint-Gervais, commune du canton de Marsan:
- 1920 : Saint-Gervais-sur-Roubion (EHESS -Bulletin des Lois).

## Histoire
Pour un article plus général, voir Histoire de la Drôme.

### Du Moyen Âge à la Révolution
La seigneurie :
- Au point de vue féodal, Saint-Gervais était une terre du fief des comtes de Valentinois.
- 1247 : possession des Cornilhan.
- 1269 : la moitié de la terre est attribuée (par transaction) aux commandeurs de Poët-Laval. Ils la possèdent encore en 1540.
- 1336 : la seconde moitié est en possession des Adhémar.
- Vers 1430 : la part des Adhémar passe aux Mévouillon.
- 1540 : la part des Mévouillon passe aux Eurre.
- 1595 : la part des Eurre passe (par mariage) aux Moreton de Chabrillan.
- La part des commandeurs de Poët-Laval est acquise par les Moreton qui réunifient la terre et en sont les derniers seigneurs.

Joseph Moreton, né le 11 novembre 1637, fils aîné d'Antoine de Moreton, habitait dans le château du village de Chabrillan avant de déménager à Saint-Gervais-sur-Roubion en 1650, le château de Chabrillan était devenu inhabitable. À Saint Gervais-sur-Roubion se trouvait « une superbe demeure féodale qu'il avait hérité de sa mère »[réf. nécessaire]

Joseph entreprit des travaux au château de 1667 à 1669 : « portes des chambres, estrades des chambres, parquet pour la chambre jaune et la chambre rouge, lambris pour les mêmes chambres, six piliers dans une galerie allant aux chambres, croisières de fenêtres dans la galerie ». Les travaux ont été confiés à un menuisier de Romans (Tournatory) et à des maçons de Sauzet (Simon et Antoine Roume),[réf. nécessaire].
Avant 1790, Saint-Gervais était une communauté de l'élection, subdélégation et sénéchaussée de Montélimar.

Elle formait une paroisse du diocèse de Valence, dont l'église dédiée à saint Claude, était celle d'un prieuré de l'ordre de Saint-Benoît (de la dépendance de l'abbaye de Saint-André-le-Bas de Vienne) dont les dîmes appartenaient au prieur. L'évêque diocésain nommait de plein droit à la cure.

L'ager de Saint-Gervais avait la même étendue que la commune de ce nom.

### De la Révolution à nos jours
En 1790, la commune est comprise dans le canton de Marsanne.

## Politique et administration

### Liste des maires
| Période                                                                      | Période                    | Identité                          | Étiquette        | Qualité                              |
| ---------------------------------------------------------------------------- | -------------------------- | --------------------------------- | ---------------- | ------------------------------------ |
| Les données manquantes sont à compléter. : de la Révolution au Second Empire |                            |                                   |                  |                                      |
| 1790                                                                         | 1871                       | ?                                 |                  |                                      |
| Les données manquantes sont à compléter. : depuis la fin du Second Empire    |                            |                                   |                  |                                      |
| 1871                                                                         | 1874                       | ?                                 |                  |                                      |
| 1874                                                                         | 1878                       | ?                                 |                  |                                      |
| 1878                                                                         | 1884                       | Joseph Revol                      |                  | menuisier                            |
| 1884 (mai)                                                                   | 1888                       | Ferdinand Lagier                  |                  | agriculteur                          |
| 1888                                                                         | 1892                       | Ferdinand Lagier                  |                  | maire sortant                        |
| 1892                                                                         | 1896                       | Ferdinand Lagier                  |                  | maire sortant                        |
| 1896 (mai)                                                                   | 1900                       | Baptiste Savel                    |                  | menuisier                            |
| 1900                                                                         | 1901                       | Baptiste Savel                    |                  | maire sortant                        |
| 1901 (sept.) (élection ?)                                                    | 1904                       | Auguste Bec                       |                  | agriculteur                          |
| 1904                                                                         | 1908                       | Auguste Bec                       |                  | maire sortant                        |
| 1908                                                                         | 1911                       | Auguste Bec                       |                  | maire sortant                        |
| 1911 (sept.) (élection ?)                                                    | 1912                       | Fortuné Chéchat                   |                  | agriculteur                          |
| 1912                                                                         | 1919                       | Fortuné Chéchat                   |                  | maire sortant                        |
| 1919                                                                         | 1925                       | Fortuné Chéchat                   |                  | maire sortant                        |
| 1925                                                                         | 1929                       | ?                                 |                  |                                      |
| 1929                                                                         | 1935                       | ?                                 |                  |                                      |
| 1935                                                                         | 1945                       | ?                                 |                  |                                      |
| 1945                                                                         | 1947                       | ?                                 |                  |                                      |
| 1947                                                                         | 1953                       | ?                                 |                  |                                      |
| 1953                                                                         | 1959                       | ?                                 |                  |                                      |
| 1959                                                                         | 1965                       | ?                                 |                  |                                      |
| 1965                                                                         | 1971                       | ?                                 |                  |                                      |
| 1971                                                                         | 1977                       | ?                                 |                  |                                      |
| 1977                                                                         | 1983                       | ?                                 |                  |                                      |
| 1983                                                                         | 1989                       | ?                                 |                  |                                      |
| 1989                                                                         | 1995                       | ?                                 |                  |                                      |
| 1995                                                                         | 2001                       | ?                                 |                  |                                      |
| 2001                                                                         | 2008                       | Hervé Andéol                      | (sans étiquette) | cadre supérieur président de la CCPM |
| 2008                                                                         | 2014                       | Hervé Andéol                      |                  | maire sortant                        |
| 2014                                                                         | 2020                       | Hervé Andéol                      |                  | maire sortant                        |
| 2020                                                                         | En cours (au 14 mars 2021) | Hervé Andéol[source insuffisante] |                  | maire sortant                        |

(non datés)[réf. nécessaire] :
- Jean Amblard, maire de la commune (quatre mandats).
- Anne-Marie Reboul, maire de la commune (deux mandats).

### Jumelages
La commune est jumelée avec le village de Schwarzenborn (Allemagne)[réf. nécessaire].

## Population et société

### Démographie
L'évolution du nombre d'habitants est connue à travers les recensements de la population effectués dans la commune depuis 1793. Pour les communes de moins de 10 000 habitants, une enquête de recensement portant sur toute la population est réalisée tous les cinq ans, les populations de référence des années intermédiaires étant quant à elles estimées par interpolation ou extrapolation. Pour la commune, le premier recensement exhaustif entrant dans le cadre du nouveau dispositif a été réalisé en 2007.

En 2022, la commune comptait 1 088 habitants, en évolution de +8,8 % par rapport à 2016 (Drôme : +2,64 %, France hors Mayotte : +2,11 %).
| 1793 | 1800 | 1806 | 1821 | 1831  | 1836  | 1841  | 1846  | 1851  |
| ---- | ---- | ---- | ---- | ----- | ----- | ----- | ----- | ----- |
| 714  | 693  | 751  | 914  | 1 024 | 1 055 | 1 093 | 1 112 | 1 133 |

| 1856  | 1861  | 1866  | 1872 | 1876 | 1881 | 1886 | 1891 | 1896 |
| ----- | ----- | ----- | ---- | ---- | ---- | ---- | ---- | ---- |
| 1 053 | 1 044 | 1 030 | 992  | 920  | 810  | 810  | 855  | 795  |

| 1901 | 1906 | 1911 | 1921 | 1926 | 1931 | 1936 | 1946 | 1954 |
| ---- | ---- | ---- | ---- | ---- | ---- | ---- | ---- | ---- |
| 777  | 809  | 859  | 703  | 656  | 588  | 574  | 542  | 613  |

| 1962 | 1968 | 1975 | 1982 | 1990 | 1999 | 2006 | 2007 | 2012 |
| ---- | ---- | ---- | ---- | ---- | ---- | ---- | ---- | ---- |
| 609  | 620  | 552  | 594  | 646  | 717  | 764  | 771  | 883  |

| 2017  | 2022  | - | - | - | - | - | - | - |
| ----- | ----- | - | - | - | - | - | - | - |
| 1 035 | 1 088 | - | - | - | - | - | - | - |

### Enseignement
La commune est rattachée à l'académie de Grenoble.

### Manifestations culturelles et festivités
- Fête : le quatrième dimanche d'août[23].

### Loisirs
- Pêche[23].

### Sports
- Le stade Pierre Rey comporte un terrain de football accueillant l'US Saint Gervais ainsi qu'un minigolf, un terrain de boules et un city-stade[réf. nécessaire].

### Médias
Le territoire de la commune se situe dans l'aire de diffusion de plusieurs médias :
- Presse écrite
  - Le Dauphiné libéré, quotidien régional qui consacre, chaque jour, y compris le dimanche, dans son édition de « Montélimar » un ou plusieurs articles à l'actualité du canton et de la commune, ainsi que des informations sur les éventuelles manifestations locales, les travaux routiers, et autres événements divers à caractère local.
  - L'Agriculture Drômoise, journal d'informations agricoles et rurales, couvre l'ensemble du département de la Drôme.
  - Drôme Hebdo (ancien Peuple Libre), hebdomadaire chrétien d'informations.
- Presse audio-visuelle
  - France Bleu est une radio publique diffusée sur son territoire.

## Économie

### Agriculture
En 1992 : céréales, vignes (cave coopérative), ovins, porcins.
- Marché (fruits et légumes) : les mardi et samedi[23].

## Culture locale et patrimoine

### Lieux et monuments
- Ruines du château fort et de ses dépendances[23].
- Château : vaste bâtisse au cœur du village, aujourd'hui occupée par plusieurs familles.

Les propriétaires actuels ont supprimé un niveau ; seul le vestibule est resté presque intact.
Au pied de ses murs, la place du Parterre est ce qui reste de l'ancienne cour intérieure[réf. nécessaire].
- Beffroi : il se situait à proximité de l'enceinte du vieux village. Il s'affaissa le 12 septembre 1976 du fait des intempéries[réf. nécessaire].
- Chapelle médiévale Saint-Claude (désaffectée)[23].
- Village avec des éléments défensif Renaissance : porte[23].
- Maison (XVIIIe siècle)[23].
- Fermes fortes[23].
- Église Saint-Gervais de Saint-Gervais-sur-Roubion (XIXe siècle) à l'emplacement du château[23]. Elle est accolée au château et occuperait l'emplacement des anciennes écuries[réf. nécessaire].

### Patrimoine culturel
- Le théâtre du Fenouillet propose des spectacles de théâtre, de chants et de cirque[réf. nécessaire].

### Personnalités liées à la commune
- Gratien Casimir Émile Gardon (né le 6 juillet 1909 à Saint-Gervais, mort le 28 juin 1992 à Paris 5e) : magistrat général[24].

### Héraldique, logotype et devise
La commune possède un blason
|  | Saint-Gervais-sur-Roubion possède des armoiries dont l'origine et le blasonnement exact ne sont pas disponibles. |